# Дієго Бехарано
Дієго Бехарано (ісп. Diego Bejarano, нар. 3 січня 1991, Санта-Крус-де-ла-Сьєрра) — болівійський футболіст, захисник клубу «Зе Стронгест».
Виступав, зокрема, за клуб «Панетолікос», а також національну збірну Болівії.

## Клубна кар'єра
У професійному футболі дебютував 2009 року виступами за команду клубу «Зе Стронгест», в якій провів два сезони, взявши участь у 19 матчах чемпіонату.
Сезон 2012 року провів в оренді виступаючи за клуб «Гвабіра».
З 2013 по 2014 рік грав у складі «Зе Стронгест».
Своєю грою за останню команду привернув увагу представників тренерського штабу клубу «Панетолікос», до складу якого приєднався 2014 року. Відіграв за клуб з Агрініо наступні два сезони своєї ігрової кар'єри.
У 2016 орендований клубом «Зе Стронгест». Відтоді встиг відіграти за команду з Ла-Паса 14 матчів в національному чемпіонаті.

## Виступи за збірну
2012 року дебютував в офіційних матчах у складі національної збірної Болівії. Наразі провів у формі головної команди країни 13 матчів, забивши 1 гол.
У складі збірної був учасником Кубка Америки 2016 року у США.